# Dog Days (película de 2024)
Dog Days (en hangul, 도그데이즈; romanización revisada, Dogeudeijeu) es una película surcoreana dirigida por Kim Deok-min y protagonizada por Youn Yuh-jung, Yoo Hae-jin, Kim Yun-jin, Jung Sung-hwa, Kim Seo-hyung, Daniel Henney, Lee Hyun-woo y Tang Joon-sang. Es la versión surcoreana del original estadounidense del mismo título, estrenado en 2018. Se estrenó en Corea del Sur el 7 de febrero de 2024.

## Sinopsis
La película cuenta la historia de cuatro parejas conectadas gracias a un perro. Min-sang es un hombre soltero y elegante que odia a los perros, está preocupado por la clínica veterinaria ubicada en el primer piso de su edificio. Todos los días, discute con Jin-yeong, a veterinaria que la dirige, sobre la suciedad y molestias que causan los perros. Un día Min-sang conoce a Min-seo, una arquitecta de fama mundial que vive sola con su perra Wanda y va con ella a la clínica. Min-sang, que necesita desesperadamente la ayuda de Min-seo para un proyecto de un complejo turístico en curso, comienza a apuntar a Jin-yeong y a su perro mascota, Chajangnim (llamado así después de encontrarlo en el estacionamiento) para acercarse a Min- seo.
Min-seo, que sufre de angina de pecho, de repente se desploma en la calle. Jin-woo, un joven repartidor, la encuentra y la salva, pero en el proceso, Min-seo pierde a su único perro, Wanda. Min-seo se propone encontrar a Wanda con Jin-woo pero, mientras tanto, Wanda es descubierta por Ji-yu, la hija adoptiva de los compositores del vecindario Seon-yong y Jeong-ah. Mientras tanto, el líder de la banda Hyeon, un júnior de Seon-yong, está cuidando al perro de su exnovia, Sting, y se queda estupefacto con la aparición del exnovio de su novia, Daniel, quien dice ser el dueño de Sting y reclama el «derecho a entrevistar y negociar con el perro».

## Reparto
- Youn Yuh-jung como Min-seo, arquitecta de renombre mundial que tiene una personalidad dura y no tolera los consejos bruscos. Vive sola con su perra Wanda, a la que considera su única familia.[4][5][6]

- Yoo Hae-jin como Min-sang, dueño del edificio de la clínica veterinaria. Es una persona que odia a los perros y se pelea con Jin-yeong.[7][8][9]

- Kim Yun-jin como Jeong-ah, la esposa de Seon-yong. Una madre primeriza que da la bienvenida a su esperada hija a través de la adopción.[10][11]

- Jung Sung-hwa como Seon-yong, el marido de Jeong-ah. Un padre primerizo que da la bienvenida a su esperada hija a través de la adopción.[10][11]

- Kim Seo-hyung como Jin-yeong, una veterinaria que dirige una clínica veterinaria en un local alquilado. Tiene una personalidad tranquila y humana y se pelea con su casero Min-sang.[10][12][13]

- Daniel Henney como Daniel, que vino a ver al perro de su exnovia, Sting.[14]

- Lee Hyun-woo como Hyeon, un guitarrista despistado que asume la responsabilidad de cuidar al perro de su novia de larga distancia, Sting.[10][15]

- Tang Joon-sang como Jin-woo, un joven repartidor que se gana la vida todos los días realizando diversos trabajos de reparto a tiempo parcial.[10][16]

- Yoon Chae-na como Ji-yu, la hija de Jeong-ah y Seon-yong.[11]
- Kim Hyun como el dueño de un restaurante de barbacoa.[17]

### Apariciones especiales
- Kim Go-eun como Soo-jeong, la novia de Hyeon.[18][15]
- Park In-hwan como el marido de Min-seo.[15]

## Producción
Dog Days es una versión surcoreana del original estadounidense del mismo título, estrenado en 2018. La compañía productora fue CJ E&M. El presupuesto fue relativamente bajo, 8200 millones de wones, por lo que se estimaba que para amortizar los gastos serían necesarios unos dos millones de espectadores. La actriz Kim Yun-jin fue también coproductora de la película. Durante un vuelo de avión en 2019 vio la versión original y se interesó por ella, de modo que más adelante pagó los derechos de autor para una versión surcoreana.
Es el debut como director de Kim Deok-min, tras haber sido por diecinueve años asistente de dirección. Con respecto a la versión original, aparte de localizar personajes y acción en Corea, se redujo el número de parejas y se cambió el personaje de la profesora jubilada por la arquitecta, además de introducir un personaje que no aparecía en el original.
Youn Yuh-jung decidió unirse al reparto solo después de haber conocido al director.Para el papel de Hyeon el director había elegido en principio al actor Kim Seon-ho, pero a causa de una serie de controversias sobre su vida privada la productora JK Film decidió el 20 de octubre de 2021 (apenas dos meses antes del comienzo del rodaje) reemplazarlo con Lee Hyun-woo.El rodaje comenzó a finales de diciembre de 2021 y finalizó en marzo de 2022. Para el trabajo con los perros se recurrió a la agencia Perfect Dog, que proporcionó animales entrenados.
El 2 de enero de 2024 el equipo de producción confirmó la fecha del estreno para el 7 de febrero y lanzó un primer avance de la película.El 24 de enero se presentó la producción con un pase previo y una conferencia de prensa en el centro comercial CGV I'Park ubicado en Yongsan-gu, Seúl.

## Estreno y recepción
La película se estrenó el 7 de febrero de 2024 en 847 salas, con ocasión de las vacaciones del Año Nuevo Lunar. En su primera semana vendió alrededor de 190 000 entradas, situándose en la primera posición entre las que se estrenaron el mismo día. Al final de su período de exhibición había llegado a la cifra de 368 000 espectadores, que dejaron una taquilla de 2,584 millones de dólares, situándose por este concepto, al 29 de julio, en decimosexta posición entre las películas surcoreanas estrenadas en el año. 

### Crítica
Según Choi Song-hee (Aju News), «El proceso de reconstruir las historias fragmentadas de personajes de diferentes generaciones, ocupaciones, personalidades y situaciones es perfecto. Y el momento en que estos fragmentos se unen en un solo punto puede provocar una catarsis emocionante. Esta es una parte donde puedes vislumbrar los sólidos fundamentos del director Kim». La película «aborda con delicadeza temas que han surgido como temas candentes recientemente, como la historia de los ancianos y sus perros, la eutanasia y las compras en tiendas de mascotas».